# Oekraïense presidentsverkiezingen 1994
De Oekraïense presidentsverkiezingen van 1994 werden op 26 juni (eerste ronde) en 10 juli (tweede ronde) gehouden. In het politieke crisisjaar besloot de Verchovna Rada (Hoge Raad, parlement) op 24 september tot het uitschrijven van vervroegde parlements- en presidentsverkiezingen. Bij de beslissende tweede ronde versloeg Leonid Koetsjma zittend president Leonid Kravtsjoek met 52% van de stemmen.

## Uitslag
| Afbeelding                     | Afbeelding                     | Kandidaat                      | Partij                         | Stemmen (1e ronde) | % (1e ronde) | Stemmen (2e ronde) | % (2e ronde) |
| ------------------------------ | ------------------------------ | ------------------------------ | ------------------------------ | ------------------ | ------------ | ------------------ | ------------ |
|                                |                                | Leonid Koetsjma                | Partijloos                     | 9.977.766          | 38,4         | 12.111.603         | 45,2         |
|                                |                                | Leonid Kravtsjoek              | Partijloos                     | 8.274.806          | 31,8         | 14.016.850         | 52,4         |
| Overige kandidaten             | Overige kandidaten             | Overige kandidaten             | Overige kandidaten             | 7.060.037          | 27,2         |                    |              |
| Tegen alle kandidaten          | Tegen alle kandidaten          | Tegen alle kandidaten          | Tegen alle kandidaten          | 697.564            | 2,7          | 645.508            | 2,4          |
| Ongeldige stemmen              | Ongeldige stemmen              | Ongeldige stemmen              | Ongeldige stemmen              | 470.498            | -            | 109.681            | -            |
| Totaal                         | Totaal                         | Totaal                         | Totaal                         | 26.480.671         | 100,00       | 26.883.642         | 100,00       |
| Geregistreerde kiezers/Opkomst | Geregistreerde kiezers/Opkomst | Geregistreerde kiezers/Opkomst | Geregistreerde kiezers/Opkomst | 37.630.835         | 70,4         | 37.531.666         | 74,9         |
| Bron: Nohlen et al.            |                                |                                |                                |                    |              |                    |              |